# Jagdgeschwader 138
La Jagdgeschwader 138  (JG 138) (138e escadron de chasseurs), est une unité de chasseurs de la Luftwaffe à l'aube de la Seconde Guerre mondiale.
Active en 1938, l'unité était affectée aux missions visant à assurer la supériorité aérienne de l'Allemagne dans le ciel de l'Europe.

## Opérations
Le JG 138 opère sur des chasseurs :
- Fiat CR.32
- Heinkel He 51
- Messerschmitt Bf 109C et D.

## Organisation

### I. Gruppe
Formé le 1er avril 1938 à Vienne-Aspern avec :
- Stab I./JG 138 nouvellement créé
- 1./JG 138 nouvellement créé
- 2./JG 138 nouvellement créé
- 3./JG 138 nouvellement créé.

Le 1er novembre 1938, le I./JG 138 est renommé I./JG 134 :
- Stab I./JG 138 devient Stab I./JG 134
- 1./JG 138 devient 1./JG 134
- 2./JG 138 devient 2./JG 134
- 3./JG 138 devient 3./JG 134.

Gruppenkommandeure (commandant de groupe) :
| Début          | Fin               | Grade     | Nom                           |
| -------------- | ----------------- | --------- | ----------------------------- |
| 1er avril 1938 | 1er novembre 1938 | Hauptmann | Wilfried von Müller-Rienzburg |